# Chemazé
Chemazé ist eine französische Gemeinde mit 1.363 Einwohnern (Stand: 1. Januar 2022) im Département Mayenne in der Region Pays de la Loire; sie gehört zum Arrondissement Château-Gontier und zum Kanton Château-Gontier-sur-Mayenne-1. Die Einwohner der Gemeinde werden Camaséens genannt.

## Geographie
Chemazé liegt etwa 38 Kilometer nordnordwestlich von Angers. Umgeben wird Chemazé von den Nachbargemeinden Château-Gontier-sur-Mayenne im Norden und Osten, Ménil im Osten und Südosten, Montguillon im Süden, Saint-Sauveur-de-Flée im Südwesten sowie Prée-d’Anjou im Westen und Nordwesten.

## Bevölkerungsentwicklung
| Einwohner                  | 1211 | 1050 | 1026 | 1027 | 1015 | 1019 | 1206 | 1381 |
| Quellen: Cassini und INSEE |      |      |      |      |      |      |      |      |

## Sehenswürdigkeiten
- romanische Kirche
- Kirche Saint-Pierre in der Ortschaft Molières aus dem 12. Jahrhundert
- Burg aus dem 12. Jahrhundert
- Schloss Saint-Ouen aus dem 15. Jahrhundert, Monument historique seit 1923/1944

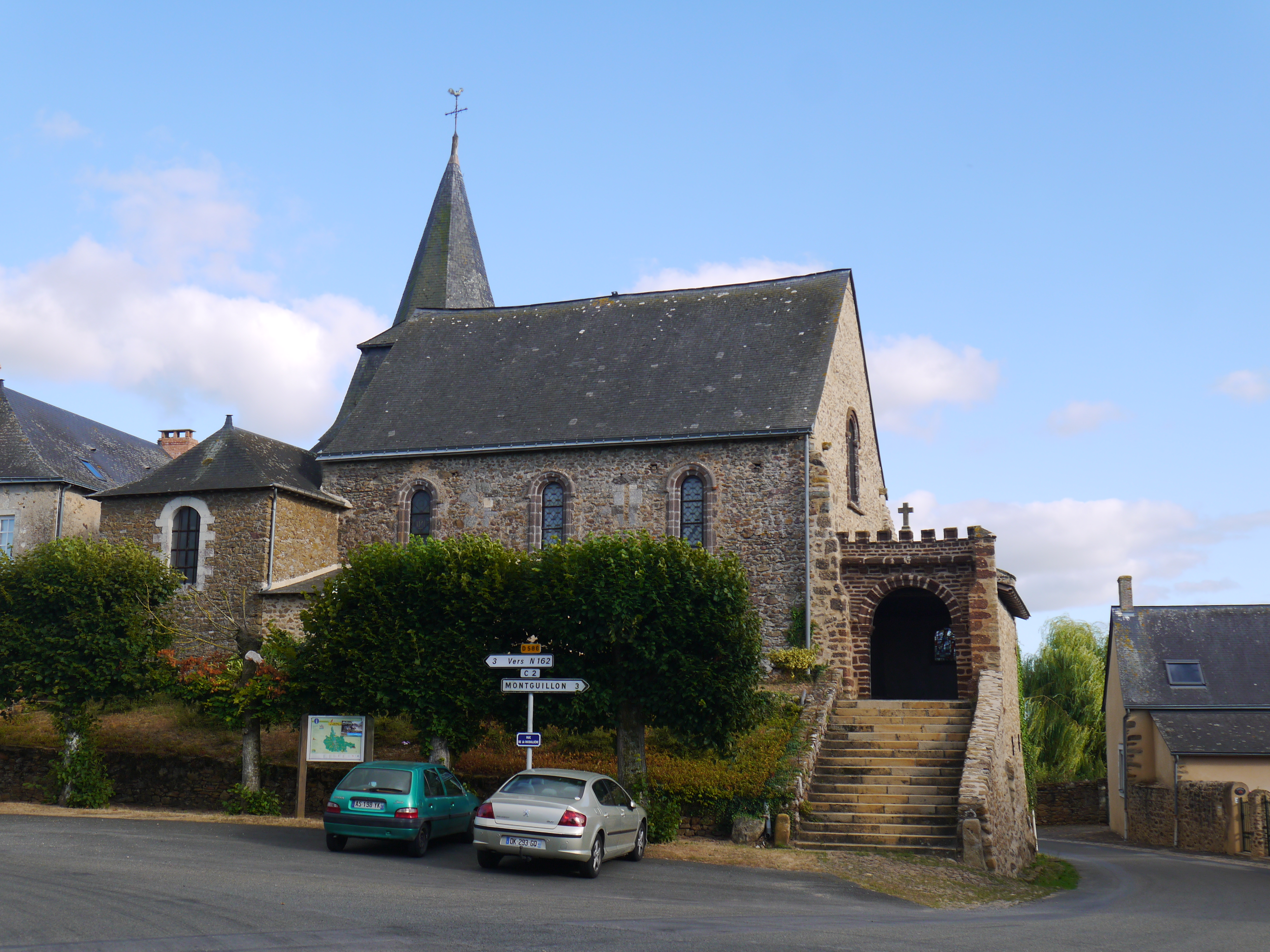
Kirche Saint-Pierre
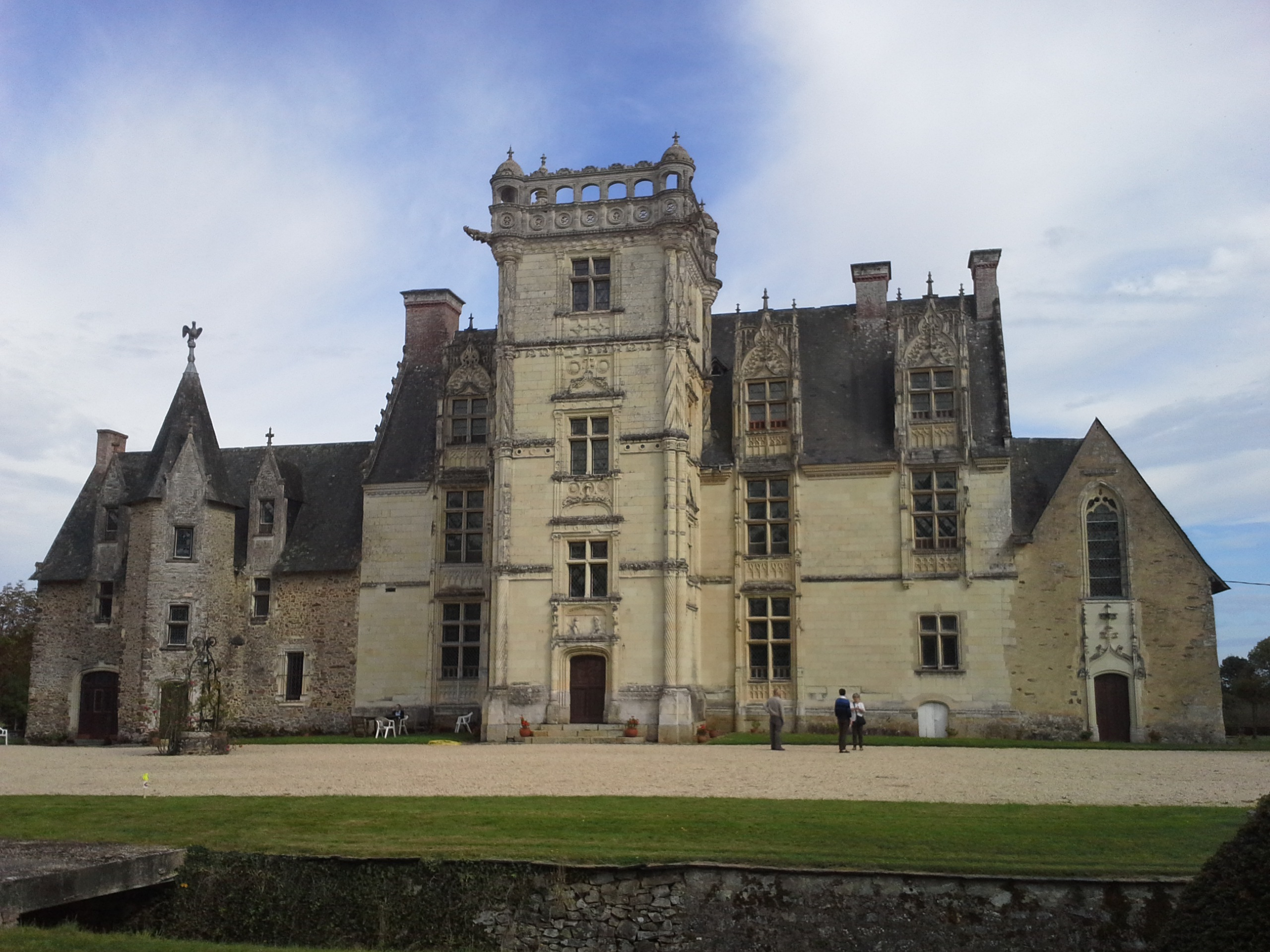
Schloss Saint-Ouen

## Persönlichkeiten
- Guy Le Clerc (hier gestorben 1523), Bischof von Léon 1514–1521